# سووبودا (شهرستان بلبیفسکی، باشقیرستان)
سووبودا (به لاتین: Svoboda) یک منطقهٔ مسکونی در روسیه است که در باشقیرستان واقع شده‌است.